# Brigada de Fusileros
La Brigada de Fusileros fue una unidad del Ejército Británico creada a comienzos del siglo XIX como fuerza de élite, incorporando tácticas, métodos de entrenamiento y armamento revolucionarios para la época.

## Historia

### Doctrina y entrenamiento
Con el nombre de Cuerpo experimental de fusileros (The Experimental Corps of Riflemen) se formó en 1800 al mando del entonces coronel Coote Manningham y del teniente coronel William Stewart para actuar como tropas ligeras de élite especializadas en escaramuzas para hostigar a las fuerzas francesas.
Debían actuar en orden muy abierto y por parejas, ocultarse y hostigar al enemigo con disparos de precisión, dando prioridad como blancos a los oficiales, suboficiales, tambores y servidores de artillería enemigos, con el objeto de causar el desorden y el pánico entre las filas enemigas. La idea de elegir el blanco y disparar no era habitual: los fusileros disparaban en descargas cerradas, sin apuntar más que a la línea enemiga.
Los fusileros debían moverse rápidamente, por lo que estaban entrenados para recorrer grandes distancias a pie a marcha forzada. Por esa razón utilizaban clarines para transmitir las órdenes, a diferencia de las restantes unidades que usaban tambores y no portaban los colores del regimiento.
Debían ser capaces de resolver sus misiones con autonomía y, a diferencia del rojo tradicional,  vestían uniformes verdes oscuros para pasar desapercibidos aprovechando la vegetación, siendo la primera unidad de la época en utilizar el camuflaje. Todo iba contra la doctrina imperante y convertía al regimiento en la unidad más moderna de la época. En buena medida, influía el duro aprendizaje en la Guerra de Independencia de los Estados Unidos.

El mismo entrenamiento que se realizaba en Horsham era revolucionario. Se enseñaba a las tropas sin recurrir a azotes u otros castigos. A diferencia de los demás regimientos, se entrenaban con munición real y era habitual que participaran en competiciones de tiro deportivo, siendo recompensados por sus logros. De hecho, su puntería era superior a la de cualquier otro regimiento y fueron los primeros en ser equipados con un arma de ánima rayada, el Fusil Baker, con una precisión superior a las 300 yardas (en vez de las 75 del tradicional Brown Bess) y que solucionaba en buena medida los problemas que habían limitado el uso de esas armas hasta ese momento, al cual se agregó un sable-bayoneta de 24 pulgadas aprovechando la menor longitud del arma.
Como ejemplo de esa capacidad el fusilero del 1.er Batallón Thomas Plunkett mató con su fusil Baker al general francés Auguste François-Marie de Colbert-Chabanais a una distancia superior a las 400 yardas (364 metros) y con un segundo disparo a un ayudante que intentó auxiliarlo, probando que no se trataba de un tiro de suerte. El mayor John Blackiston del Cuerpo de Cazadores portugués, dijo: 

"Nunca vi a tiradores como los del 95.°. Podían hacer el trabajo mucho mejor y con pérdidas infinitamente menores que cualquier otra unidad de nuestras mejores tropas ligeras. Poseían una audacia individual, un entendimiento mutuo y una rapidez para aprovechar el terreno que, como unidad, nunca vi igualado. Eran tan superiores a los tiradores de élite  franceses como estos últimos eran a nuestros tiradores medios".

Los reclutas se seleccionaban entre los mejores hombres de los regimientos de línea del Ejército británico. A diferencia también de las costumbres de la época, los oficiales compartían las penurias de la campaña, dormían a la intemperie con las tropas durante las patrullas e incluso solían compartir la mesa con sus hombres, familiarizándose con ellos y asegurando su lealtad sin afectar la disciplina. La mayoría sabía leer y escribir y a menudo llevaron diarios de sus campañas.

### Campañas

#### Guerras Napoleónicas
Durante las Guerras Napoleónicas, el 25 de agosto de 1800 tres compañías al mando de William Stewart efectuaron una operación anfibia en las costas de Ferrol y ayudaron a desalojar de las alturas a los defensores españoles, pero la expedición finalmente fue derrotada y se retiró el 26 de agosto.
El 2 de abril de 1801, algunos destacamentos embarcados actuaron en la Primera Batalla de Copenhague al mando del almirante Horatio Nelson. En 1803 fue redenominado Regimiento n.º 95 de Infantería (Fusileros) (95th (Rifle) Regiment of Foot) y se trasladó a Shorncliffe, Kent, donde continuó su instrucción junto a los regimientos de infantería ligera 43.º y 52.º bajo el mando de Coote-Manningham y de sir John Moore.
En 1805 se formó un segundo batallón en Canterbury, Kent, y ese mismo año el 1.er  Batallón se sumó a las fuerzas enviadas a Alemania al mando de lord William Cathcart para liberar Hanover de la ocupación francesa, formando la vanguardia del avance hacia Bremen.
En febrero de 1806 el 95.º cubrió la retirada del ejército hacia Cuxhaven, regresando a Inglaterra. En octubre, cinco compañías del primer batallón y tres del segundo fueron destinadas a la expedición al mando del brigadier general sir Samuel Auchmuty dirigida al virreinato del Río de la Plata, parte del Imperio español (aliado aún con Francia), para explotar el éxito inicial de la expedición al Río de la Plata de William Carr Beresford y Home Riggs Popham.

#### Segunda invasión inglesa al Río de la Plata
En el Río de la Plata, el Ejército británico, ya a las órdenes de John Whitelocke, supo que la ciudad de Buenos Aires había sido reconquistada, iniciando entonces sus operaciones contra la Banda Oriental del estuario.

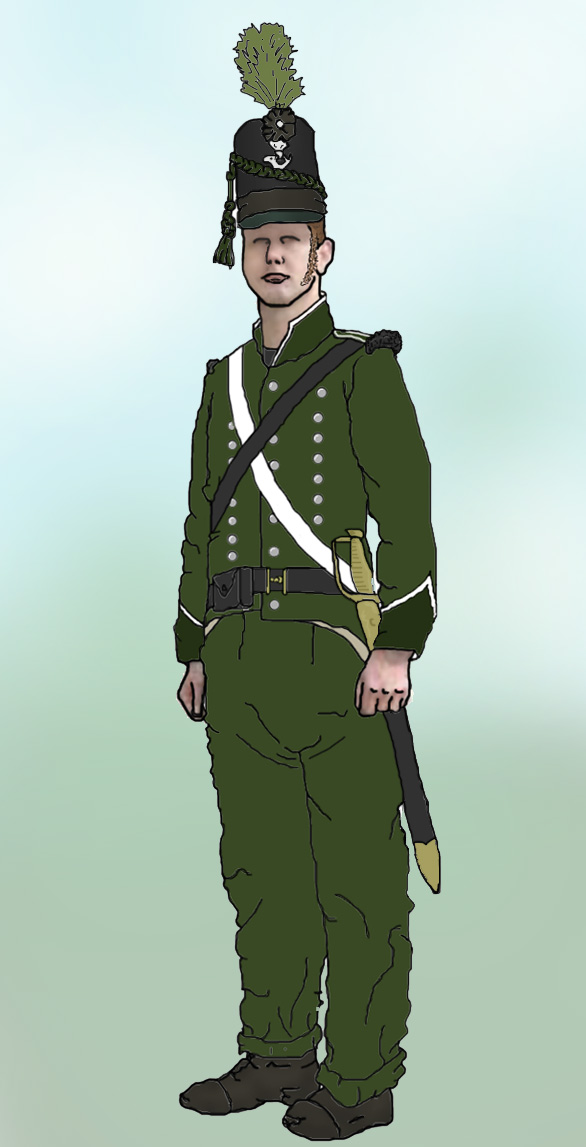
Soldado del Regimiento n.º 95 (1815).

El 20 de enero de 1807 se produjo el Combate del Cordón, donde el 95.º al mando del mayor Gardner integró el ala derecha del Ejército británico comandada directamente por William Lumley, segundo de Auchmuty. En la decisiva batalla, Lumley desplegó a las compañías del 95.º en forma paralela al camino seguido por las columnas españolas para que se infiltraran por los maizales y cayeran sobre el flanco izquierdo de los defensores. El movimiento no fue advertido por los españoles hasta que las tropas emboscadas y a buen recaudo abrieron fuego a quemarropa, causando una matanza y forzando a la retirada de las tropas comandadas por Bernardo Lecocq a la relativa seguridad de la plaza de Montevideo, que fue de inmediato sitiada, cayendo pocos días después, el 3 de febrero.
Un miembro de la expedición británica, G. E. Miles, relataría que "Cada cuerpo se comportó con valor, pero el Cuerpo de Fusileros se distinguió particularmente. Esta fue la primera oportunidad que tuvieron desde su formación de demostrar su utilidad, y la forma en que se comportaron, causó tanta admiración en sus compañeros de armas como temor entre sus enemigos". 
En marzo, tropas del 95.º participaron en la toma de Colonia del Sacramento y vencieron el 7 de junio en el Combate de San Pedro a las fuerzas enviadas por Buenos Aires. 
El 17 de junio, las tropas británicas al mando de John Whitelocke se dirigieron a la margen occidental del río y, tras desembarcar el 28 en la Ensenada de Barragán y desbaratar la escasa resistencia, iniciaron el avance hacia la ciudad.
Parte del regimiento al mando del mayor Travers integró la brigada a las órdenes del general Robert Craufurd, asignada a la vanguardia comandada por el mayor general John Lewison Gower. El resto, al mando del mayor Macleod, permaneció en la división centro comandada por Whitelocke y Auchmuty.
Una vez superado el terreno pantanoso que seguía a la cabeza de playa, pese a las lluvias y falta de alimento, la vanguardia se adelantó rápidamente al resto del ejército que, en vez de avanzar en varias columnas paralelas, lo hacía en una sola fila. En la noche del 1 de julio Whitelocke resolvió que la agotada vanguardia y el grueso del ejército descansaran durante el día 2, y una vez reunidas las fuerzas  marcharan el 3 para un asalto conjunto, pero a las 2 de la mañana del día 2, una fuerte y persistente lluvia le hizo ordenar el avance el mismo día 2, sin tener en cuenta el cansancio de las tropas y la falta de víveres.
Gower inició la marcha a las 9 y media de la mañana hacia el paso de Burgos. El comandante de las fuerzas de Buenos Aires, Santiago de Liniers, viendo que sería flanqueado, mandó su caballería para que intentara detener o demorar el cruce mientras él repasaba el Riachuelo y cerraba el acceso a la ciudad, pero la maniobra de Liniers se frustró por la rapidez de desplazamiento de los adversarios. 
Ya cerca del paso, Gower formó a la brigada Craufurd en línea a la derecha y, después de unas descargas de fusilería y unos tiros de cañón, la caballería se dispersó y Craufurd cruzó el río con sus tropas. Liniers cambió nuevamente el objetivo, dirigiéndose a marchas forzadas a los Corrales de Miserere, el mismo punto elegido por Gower. 
Ante la anticipación de Liniers, Craufurd "solicitó que se le permitiera avanzar con su brigada, y considerando que era demasiado tarde y que la brigada al mando del brigadier general Lumley, que para aquel entonces estaba exhausta por la severidad de la marcha, no podría llegar a este punto antes de la noche, le ordené al brigadier Craufurd que avanzara".
Las tropas del 95.º y del batallón ligero que componían la división Craufurd, poco menos de 900 hombres, pese al esfuerzo de la marcha, estaban en condiciones de operar, pero no así las de los regimientos 36.º y 88.º de Lumley, donde eran tantos los hombres que no podían avanzar debido a la fatiga de la marcha precedente que el número de efectivos que quedó en esos regimientos era muy reducido en el momento de cruzar el Riachuelo. 
A instancias de Craufurd, Gower resolvió atacar sin esperar la reunión de Lumley: "Al ver que la línea que yo ocupaba estaba algo en diagonal a la que el enemigo había tomado, pensé que perdería menos hombres haciendo un ataque inmediato en vez de esperar que se me uniera la brigada del brigadier general Lumley y ordené al brigadier general Craufurd que atacara su línea a la bayoneta, en lo cual tuvo tanto éxito, que en pocos minutos la infantería del enemigo fue completamente derrotada y diez piezas de artillería estaban en nuestro poder."
En el Combate de Miserere, la división de Robert Craufurd se desplegó por escalones de compañías a la izquierda y cargó a la bayoneta con sus dos batallones a las órdenes de Pack y de Travers,  empujando a la fuerza de Liniers a través del matadero y consiguiendo desalojar y dispersar a las fuerzas patriotas en pocos minutos.
Pese a los reiterados requerimientos de Craufurd, Gower no se decidió a continuar el avance hacia  la ciudad, lo cual dio tiempo a los defensores para preparar la resistencia, fortificándose en calles y casas.
La vanguardia que había marchado todo el día sin comer, vivaqueó esa noche en el mismo matadero,  donde encontraron carne en abundancia lista para mandar a la ciudad. El 95.º permaneció acantonado y destacando partidas para enfrentar las guerrillas enemigas y hostigar sus posiciones, hasta que en la madrugada del día 5 el ejército se alineó en 12 columnas para avanzar contra la ciudad.
Dos días después, la dura resistencia callejera de los vecinos y milicianos y las confusiones del mando británico acabaron con la ofensiva. Whitelocke había perdido más de la mitad de sus hombres y la mayor parte de las columnas habían caído, por lo que -descartado el bombardeo de la plaza- solo quedaba la capitulación.

#### Países Escandinavos
Las compañías del 95.º que escaparon al desastre de la segunda invasión inglesa al Río de la Plata participaron en la expedición a Dinamarca de 1807 comandada por lord Cathcart, integrando la brigada al mando de Arthur Wellesley. Intervino en la Segunda Batalla de Copenhague en la que, tras un fuerte bombardeo de la ciudad que mató más de 2000 civiles y destruyó el 30% de los edificios de la ciudad de Copenhague, la flota danesa fue capturada, evitando que cayera en poder de Francia. 
En 1808 el primer batallón tomó parte en la expedición que marchó a Suecia al mando de sir John Moore para auxiliarla en su guerra con Rusia, pero las tropas permanecieron estacionadas en Gotemburgo hasta que retornaron a Gran Bretaña para actuar en la Guerra Peninsular.

#### Guerra Peninsular
En agosto de 1808, el 2.º Batallón tomó parte en la expedición de sir Arthur Wellesley a Portugal, cubriendo el desembarco en bahía Mondego. El 15 de agosto efectuaron el primer disparo de la contienda durante una escaramuza en Óbidos y sufrieron la primera baja, el teniente Ralph Bunbury. El 17 de agosto, el 95.º luchó con la 6.ª Brigada en la Batalla de Roliça y el 21 de agosto en Vimeiro. Posteriormente cubrieron la retaguardia durante la retirada del ejército británico a La Coruña y combatieron en la Batalla de Elviña del 16 de enero de 1809, embarcándose luego hacia su patria.
Ese mismo año, el 2.º Batallón integró la nueva expedición que desembarcó en Portugal al mando de Wellesley. El 1.er Batallón, por su parte, tras regresar de Suecia, se dirigió a marchas forzadas al frente pero no llegó hasta el 29 de julio de 1809, después de la batalla de Talavera.
Su capacidad militar hizo que intervinieran intensamente en toda la campaña: 

"Desde nuestro avance desde Santarem el 6 de marzo, siete de nuestros oficiales han dado sus vidas y muchos han resultado heridos. Espero pronto tener mi ascenso a teniente. Si vivo, elegiría una compañía de este regimiento antes que en cualquier otro. En seis meses hemos visto tanta acción como la mitad del ejército puede presumir de ver en diez años"
Carta del teniente segundo George Simmons, junio de 1811

Participaron en la mayor parte de las acciones de la campaña pero tuvieron un papel especialmente destacado en los sitios de Ciudad Rodrigo, Badajoz y San Sebastián, así como en las batallas de Buçaco (27 de septiembre de 1810), Salamanca (22 de julio de 1812) y Vitoria (13 de junio de 1813).
También destacaron en la Batalla de Nivelle (10 de noviembre de 1813), donde una compañía al mando del capitán Daniel Cadoux dejó fuera de combate a una división francesa, causando al enemigo 231 bajas y sufriendo 14 muertos, incluyendo a Cadoux.
Los tres batallones del 95.º lucharon juntos por primera vez en las últimas semanas de la guerra peninsular, en la Batalla de Tarbes del 20 de marzo de 1814, donde el regimiento, independientemente de otras fuerzas, barrió a las fuerzas del general Jean de Dieu Soult y allanó el camino del ejército de Wellington en su avance por territorio de Francia.
Tras la derrota francesa, tropas del 95.º fueron enviadas como una fuerza expedicionaria a luchar en la última fase de la guerra iniciada en 1812 contra los Estados Unidos. De regreso en Europa, combatieron en la batalla de Waterloo, sin ceder posiciones pese a sufrir tremendas bajas.

#### Crimea
En 1816 el regimiento fue renombrado Brigada de Fusileros (The Rifle Brigade) y finalmente The Prince Consort's Own Rifle Brigade en honor de Alberto de Sajonia-Coburgo-Gotha, esposo de la reina Victoria I del Reino Unido.
El número 95.º fue utilizado por el Regimiento n.º 96, redenominado 95th Regiment of Foot (Don's) hasta 1818 y a partir de 1823 como Regimiento n.º 95 de Infantería (Derbyshire).
Durante la Guerra de Crimea (1853) lucharon dos batallones de la Rifle Brigade, liderando los avances británicos en las batallas del río Alma, Inkerman y en el Sitio de Sebastopol (1854-1855). El regimiento obtuvo 8 Cruces Victoria, más que cualquier otro regimiento.

#### Guerras Mundiales
En la Primera Guerra Mundial la Rifle Brigade movilizó en total 28 batallones, prestando servicios principalmente en el Frente Occidental y de manera secundaria en Macedonia. Tuvo 11 575 muertos en el conflicto, obteniendo numerosos honores de batalla y 10 Cruces Victoria.
Durante la Segunda Guerra Mundial movilizó 17 batallones. En 1937 incorporó el primer batallón motorizado. El 1.er Batallón fue forzado a rendirse durante la Batalla de Francia (1940). El regimiento luchó en la Campaña en África del Norte, participando de la Batalla de El Alamein. Cuatro batallones combatieron  en la Campaña de Italia y dos en el Desembarco de Normandía en junio de 1944, luchando en la campaña del Frente Occidental hasta finalizar la guerra en las cercanías de Hamburgo.
En 1968 se convirtió en el Royal Green Jackets, uniéndose con el 43.º y el 52.º de Infantería Ligera y el 60.º. En febrero del año 2007 se fusionaron con los regimientos Devonshire and Dorset Light Infantry, Royal Gloucestershire, Berkshire and Wiltshire Light Infantry y The Light Infantry para formar The Rifles.